# Ingrid Klimke
Ingrid Klimke (n. 1 aprilie 1968, Münster, Germania) este o sportivă ce a reprezentat Germania, medaliată olimpică. A participat la 5 ediții ale Jocurilor Olimpice (2000, 2004, 2008, 2012, 2016) în care a câștigat două medalii de aur.